# Дев'ятий вал (картина Айвазовського)
«Дев'ятий вал» — мариністична живописна робота Івана Айвазовського.
Зображує море після величезного нічного шторму й людей, потерпілих у корабельній аварії. Промені сонця освітлюють величезні хвилі. Найбільша з них — дев'ятий вал, готова обрушитися на людей, які намагаються врятуватися на уламках щогли.
Все говорить про велич і могутність морської стихії і безпорадність перед нею людини. Теплі тони картини роблять море не таким суворим і дають глядачеві надію, що люди будуть врятовані.
Сьогодні можемо говорити про дев'ятий вал вже як символ у літературі та мистецтві — символ бурхливої стихії, волі та сили. У переносному значенні слід розуміти як найяскравіший вияв чогось, розквіт (наприклад, майстерності поета тощо).